# Autostrada A20 (Franța)
Autostrada A20 este o autostradă situată în Franța, care leagă Vierzon, în departamentul Cher, de Montbartier, aproape de Montauban, în departamentul Tarn-et-Garonne, trecând prin Limoges, în Haute-Vienne.
Cunoscută sub denumirea de „L'Occitane”, autostrada A20 traversează trei regiuni (Centre-Val de Loire, Nouvelle-Aquitaine și Occitanie) și reprezintă un segment esențial al axei rutiere care leagă Paris (prin autostrăzile A71 și A10 la nord) de Toulouse (prin autostrada A62 la sud).
Autostrada A20 este gratuită de la Vierzon până la punctul de taxare de la Gignac (la sud de Brive-la-Gaillarde), pe o distanță de aproximativ 270 km. Pe restul traseului, este concesionată Autoroutes du Sud de la France (ASF), companie parte a Vinci Autoroutes. Radio Vinci Autoroutes (107.7 FM) este disponibil de la Brive-la-Gaillarde până la Montauban.
Această secțiune dorește să se integreze în proiectul rutier neoficial numit „autostrada Amsterdam-Barcelona”, al cărei tronson lipsă este traversarea pirineeană, începută pe partea franceză prin autostrada A66, denumită inițial A20 înainte de realizare. De asemenea, facilitează deblocarea vestului Masivului Central.

## Generalități
Autostrada este împărțită în două secțiuni distincte.
Prima secțiune, între Vierzon și Nespouls, este gratuită, neconcesionată și este gestionată de DIR Centre-Ouest. Este o autostradă cu 2 × 2 benzi, cu anumite segmente de 2+3 benzi, de exemplu, în traversarea Limoges. De asemenea, având în vedere lipsa necesității de a construi o porțiune de autostradă suplimentară între Saint-Germain-les-Vergnes și Ussac, care ar lega cele două părți ale A89, se preconizează adăugarea unei benzi pe A20 între aceste două localități.

## Istoric

### Lucrări de amenajare până în 1987
Prevăzută în schema directorului rutier încă de la începutul anilor 1970, construirea A20 a fost de mai multe ori amânată în favoarea unor lucrări considerate mai urgente. Totuși, au fost realizate amenajări punctuale ale drumului național 20 pentru a remedia principalele puncte nevralgice.
În 1987, erau deja construite:

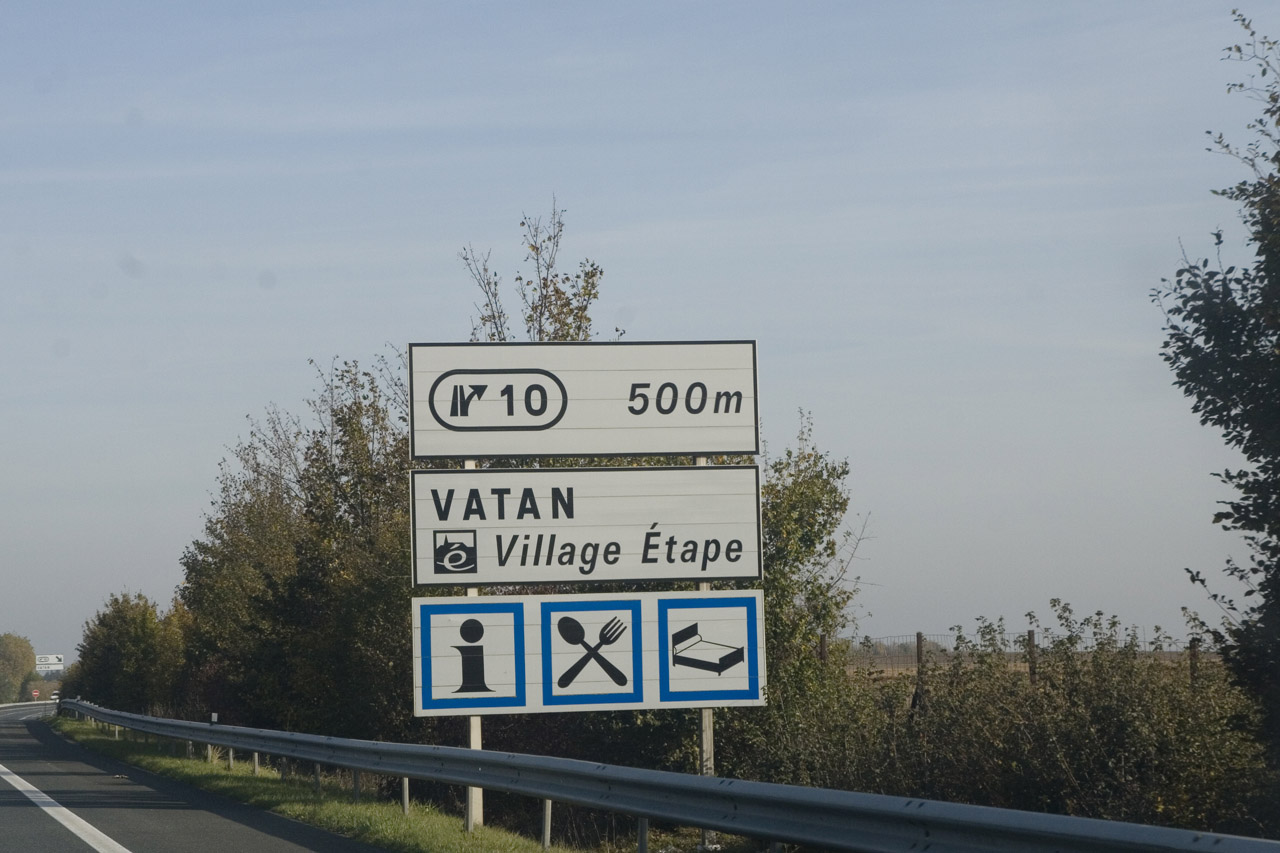
Panoul Ieșirea nr. 10 de pe autostradă.

- Devierea Vierzon în 2 × 1 benzi, cu terenuri și lucrări de artă prevăzute pentru extinderea la 2 × 2 benzi;
- Devierea Vatan;
- O porțiune în 2 × 2 benzi la Brion, fără nodul rutier actual;
- Devierea Lothiers, aproape de Velles (ieșirea 15 atunci incompletă);˛
- Devierea Argenton-sur-Creuse (ieșirile 17 și 18, precum și un nod rutier parțial, care deservea Saint-Benoît-du-Sault, astăzi dispărut);
- Devierea Saint-Maurice-la-Souterraine-La Croisière, fără nodul rutier actual;
- O porțiune în 2 × 2 benzi între Bessines-sur-Gartempe și Razès, fără nodul rutier actual;
- O porțiune în 2 × 2 benzi între Grossereix și La Bastide (Limoges-nord / ieșirea 29);
- O porțiune în 2 × 2 benzi între Limoges-Casseaux și Pierre-Buffière (ieșirile 33 până la 40);
- O porțiune în 2 × 2 benzi între Donzenac și Brive-la-Gaillarde (ieșirile 47 până la 50);
- O porțiune în 2 × 2 benzi între Noailles și Nespouls, precum și devierea Loupiac, care nu fac parte din actuala A20, dar există încă pe vechea RN 20, fără nodul rutier actual;
- O porțiune în 2 × 2 benzi lângă Le Montat, care nu face parte din actuala A20, dar există încă pe vechea RN 20, fără nodul rutier actual;
- O porțiune în 2 × 2 benzi între Montauban-sud și A62, fără nodul rutier actual.

### Finalizarea punerii în funcțiune (1987-2003)
Decizia de a finaliza A20 a fost luată în 1988, cu scopul de a reduce traficul în continuă creștere în comunele traversate de RN 20 și de a evita aglomerările în perioadele de vacanță în zonele Châteauroux, Limoges, Uzerche, Brive-la-Gaillarde, Souillac, Cahors și Montauban.
În anii 1990, devierea localităților din Haute-Vienne, în special Bessines-sur-Gartempe și Magnac-Bourg, a stimulat crearea proiectului „Village étape”, un label care valorizează localitățile ocolite, ulterior generalizat la nivel național.
Deschiderile se succed într-un ritm accelerat:
- Înainte de 1992: devierile complete ale Limoges și Brive-la-Gaillarde;
- În 1992: deschiderea secțiunii de la Vierzon la Vatan (ieșirile 5 la 10) și centura de ocolire Montauban (ieșirile 60 la 64) este oficializată;
- În 1996: aducerea la norme de autostradă și adăugarea ieșirilor 66, 67 și 68 pe secțiunea de la Montauban-sud la A62 (ieșirile 64 la 68);
- În 1998: deschiderea secțiunii de la Montauban-nord la Lalbenque (ieșirile 58 la 60);
- În 2000: aducerea la norme de autostradă și adăugarea ieșirilor 49 și 50 pe secțiunea de la Donzenac la Brive-la-Gaillarde-nord (ieșirile 47 la 50);
- În 2001: deschiderea secțiunii de la Souillac la Francoulès (ieșirile 55 la 57);
- În 2003: deschiderea secțiunii de la Francoulès la Lalbenque (ieșirile 57 la 58), care finalizează punerea în funcțiune a A20.

### Centura de ocolire Montauban
Centura de ocolire Montauban, între 60 și 65, a fost deschisă în 1987 ca un tronson al RN 20, apoi a fost integrată în A20 după lucrări de aducere la norme de autostradă.
Din 1 iunie 2007, această secțiune gratuită face parte din concesiunea ASF (Vinci Autoroutes). Lucrările de aducere la norme s-au desfășurat între 2010 și 2011, incluzând reamenajarea celor patru schimbătoare ale secțiunii, instalarea de noi protecții acustice și lărgirea benzii de urgență (BAU). În 2011, pentru a îmbunătăți siguranța acestui tronson cu trafic dens, viteza maximă a fost redusă de la 110 km/h la 90 km/h.

## Locuri sensibile

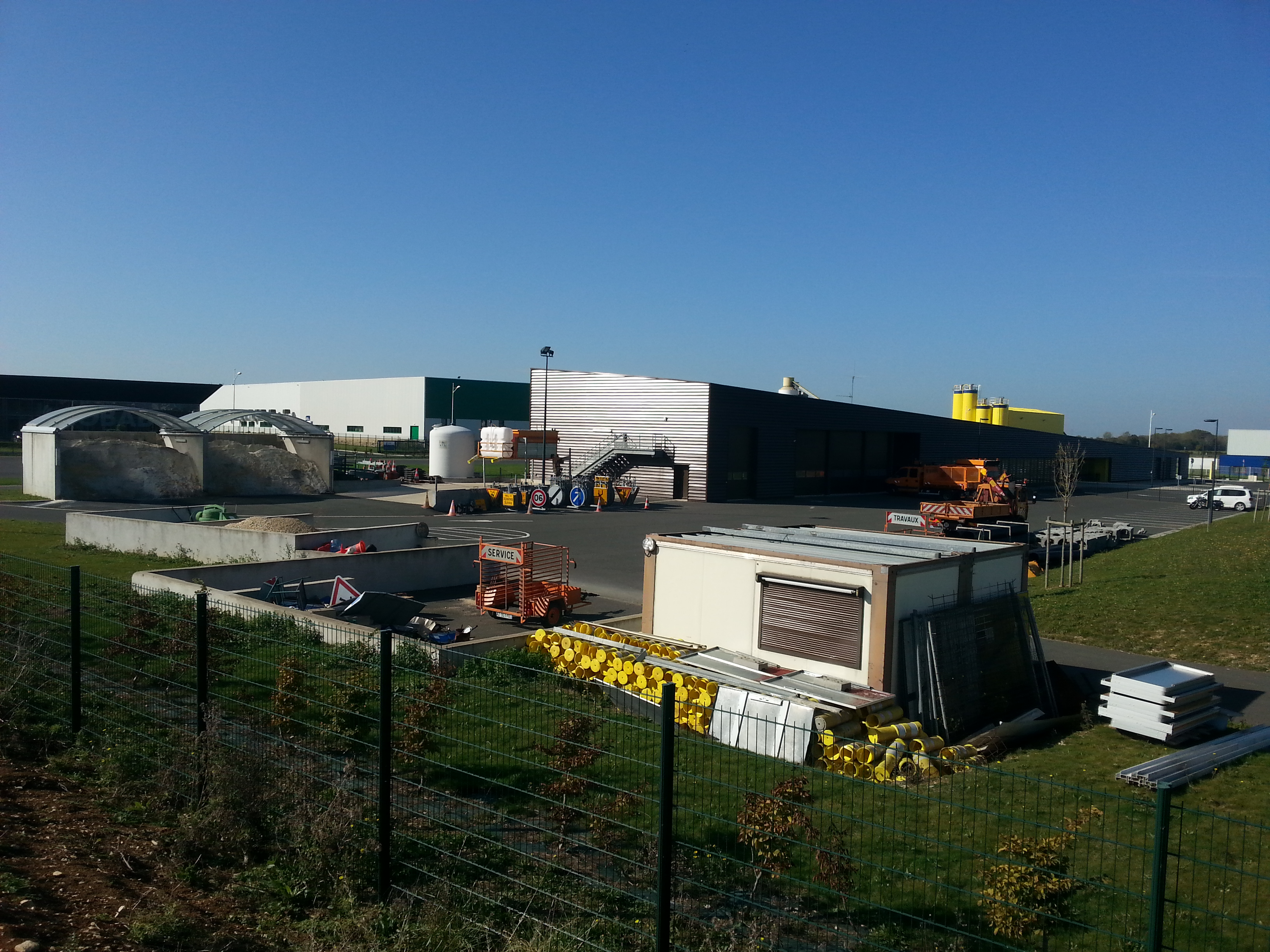
DIR Centre-Ouest Châteauroux.

- Traversarea Limoges devine din ce în ce mai delicată între 28 și 37, cu un trafic zilnic care se situează în jur de 40.000 de vehicule și ajunge până la 71.556 de vehicule (TMJA 2019) între 32 și 33. Datorită faptului că autostrada traversează orașul, aceasta servește și ca perimetru urban, susținând, pe lângă traficul de tranzit, un trafic local semnificativ. Aceasta duce, în timpul vacanțelor școlare, la vârfuri de trafic ce depășesc 100.000 de vehicule pe zi[9], mult peste limitele de saturație pentru o autostradă cu 2 × 2 benzi (doar câteva secțiuni scurte au 3 benzi).
- Traversarea Brive-la-Gaillarde este regulat saturată în perioada vacanțelor școlare, în special pe timpul verii. Secțiunea problematică se află între nodul rutier cu A89 spre Clermont-Ferrand și tunelul de la Noailles (52), în special porțiunea comună A20/A89 care include coborârea periculoasă de la Donzenac. Aceasta suportă un trafic de aproximativ 40.000 de vehicule pe zi (TMJA 2019) și picuri care depășesc 80.000 de vehicule pe zi în timpul verii[9].
- Centura de ocolire Montauban în perioada estivală.
- Nodul rutier cu A62 la nivelul Bressols, tăiat de bariera de taxare de la Montauban-Sud, constituie un punct de îngustare în ambele sensuri de circulație. Configurația specială a schimbătorului creează un efect de pâlnie la ieșirea de la taxare, din cauza bretelelor de acces către Toulouse și, în direcția opusă, spre Paris, care se reduc la 1 bandă[10]. Din acest motiv, nu este neobișnuit ca un ambuteiaj să se formeze și să se extindă în avalul taxării pe sute de metri, în special în timpul întoarcerilor de weekend sau în perioadele de vacanță școlară.

## Regiuni și departamente traversate
Centre-Val de Loire: 118 km
- Cher (18): 23 km
- Indre (36): 95 km
- Creuse (23): 4 km

Nouvelle-Aquitaine: 170 km
- Haute-Vienne (87): 103 km
- Corrèze (19): 63 km

Occitanie: 128 km
- Lot (46): 92 km
- Tarn-et-Garonne (82): 36 km

## Cursuri de apă traversate
Cher, Arnon, Indre, Creuse, Abloux, Anglin, Benaize, Brame, Semme, Gartempe, Couze, Vienne, Briance, Vèzère, Corrèze, Dordogne, Lot, Lemboulas, Aveyron, Tescou, Tarn.

## Traseu
| De la A71 până la ieșirea 5; secțiune cu taxă în sistem închis, concesionată companiei Cofiroute.      | |                    |
| Intersecție                                                                                            | Nod rutier între A71 și A20: A10 (Paris) și A85 (Tours, Blois), Orléans, Clermont-Ferrand, Bourges, Vierzon-est.                                                                                        | A71 A10 A85 E9 E11 |
| A20 E9                                                                                                 | |                    |
| | Punctul de taxare Vierzon Nord. |                    |
| De la ieșirea 5 până la ieșirea 53; secțiune gratuită, neconcesionată, gestionată de DIR Centre-Ouest. | |                    |
| 5 - Vierzon-nord                                                                                       | Orașe deservite: Auxerre, Orléans, Vierzon-centru, Vierzon-nord. | RD2020             |
| 6 - Vierzon-ouest                                                                                      | Orașe deservite: Tours, Blois, Méry-sur-Cher, Vierzon-Village. | RD2076             |
| | Podul peste Râul Cher. |                    |
| 7 - Vierzon-sud                                                                                        | Orașe deservite: Bourges, Vierzon-centru, Méreau, Saint-Hilaire-de-Court, Saint-Florent-sur-Cher, Vierzon-Bourgneuf.                                                                                    | RD2020             |
| 8 - Massay-nord                                                                                        | Orașe deservite: Reuilly, Massay-nord (nod rutier parțial). | RD2020             |
| 8.1 - Massay-sud                                                                                       | Orașe deservite: Reuilly, Massay-sud. | RD2020             |
| 9 - Graçay                                                                                             | Orașe deservite: Romorantin-Lanthenay, Graçay, Saint-Outrille. | RD2020             |
| | Trecerea din departamentul Cher în departamentul Indre. |                    |
| | Limitare la 130 km/h (sensul Toulouse > Vierzon). |                    |
| | Zona de servicii Les Champs d'Amour (în ambele sensuri). |                    |
| 10 - Vatan-nord                                                                                        | Orașe deservite: Valençay, Issoudun, Vatan (nod rutier parțial). | RD136              |
| 10 - Vatan-sud                                                                                         | Oraș deservit: Vatan (nod rutier parțial). | RD136              |
| 11 - La Maison Neuve                                                                                   | Orașe deservite: Levroux, La Champenoise, Brion. |                    |
| | Zone de odihnă: Les Avionneurs (sens Vierzon > Toulouse); Les Blés d'Or (sens Toulouse > Vierzon). |                    |
| 12 - Déols                                                                                             | Orașe deservite: Montluçon, Blois, Bourges, Châteauroux-centru, La Châtre, Issoudun, Déols, Zone Industriale, Aeroportul Châteauroux-Centre "Marcel Dassault".                                          | RN151              |
| 13 - Brelay                                                                                            | Orașe deservite: Tours, Buzançais, Villedieu-sur-Indre, Saint-Maur, Indre-centru, Châteauroux-Saint-Christophe.                                                                                         | RD943              |
| | Limitare la 130 km/h (sensul Vierzon > Toulouse). |                    |
| | Podul peste Râul Indre. |                    |
| 13.1 - Les Echarbeaux                                                                                  | Orașe deservite: Châtellerault, Châtellerault (nod rutier parțial). |                    |
| 14 - Châteauroux-sud                                                                                   | Orașe deservite: Châtellerault, Châtellerault-centru, Luant, Le Poinçonnet, Saint-Maur-Cap Sud, Châtellerault-sud.                                                                                      |                    |
| | Limitare la 130 km/h (sensul Toulouse > Vierzon). |                    |
| | Zone de servicii Les Mille Étangs (sensul Vierzon > Toulouse); Le Val de l'Indre (sensul Toulouse > Vierzon).                                                                                           |                    |
| 15 - Lothiers                                                                                          | Orașe deservite: Poitiers, Le Blanc, Saint-Gaultier, Luant, Velles. | RD951              |
| 16 - Tendu                                                                                             | Oraș deservit: Tendu. |                    |
| 17 - La Rocherolle                                                                                     | Orașe deservite: Le Pont-Chrétien-Chabenet, Le Pêchereau, Saint-Marcel, Argenton-sur-Creuse-centru (nod rutier parțial).                                                                                |                    |
| 17 - Saint-Marcel                                                                                      | Orașe deservite: La Châtre, Le Blanc, Le Pont-Chrétien-Chabenet, Saint-Marcel. |                    |
| | Limitare la 110 km/h (sensul Vierzon > Toulouse). |                    |
| | Podul peste Râul Creuse. |                    |
| 18 - Les Rozets                                                                                        | Orașe deservite: Prissac, Argenton-sur-Creuse, Zona Industrianlă Argenton-sur-Creuse. |                    |
| | Zone de odihnă: La Marche Occitane (sensul Vierzon > Toulouse) ; Le Val de Creuse (sensul Toulouse > Vierzon).                                                                                          |                    |
| 19 - Celon                                                                                             | Orașe deservite: Ceaulmont, Vigoux, Celon. |                    |
| 20 - Les Cinq Routes                                                                                   | Orașe deservite: Saint-Benoît-du-Sault, Parnac, Montmorillon, Éguzon-Chantôme. |                    |
| | Limitare la 130 km/h (sensul Vierzon > Toulouse). |                    |
| 21 - Rhodes                                                                                            | Orașe deservite: Saint-Benoît-du-Sault, Mouhet, Azerables. |                    |
| | Trecerea din departamentul Indre în departamentul Haute-Vienne. Trecerea din regiunea Centre-Val de Loire în regiunea Nouvelle-Aquitaine.                                                               |                    |
| | Trecerea din departamentul Creuse în departamentul Haute-Vienne. |                    |
| | Zona de servicii Bois-Mandé ((în ambele sensuri). |                    |
| 22 - Ruffec                                                                                            | Orașe deservite: Saint-Sulpice-les-Feuilles, Arnac-la-Poste. |                    |
| | Trecerea din departamentul Haute-Vienne în departamentul Creuse. |                    |
| | Trecerea din departamentul Creuse în departamentul Haute-Vienne. |                    |
| 23/23b - La Croisière                                                                                  | Orașe deservite: Angoulême, Guéret, Bellac, Magnac-Laval, Saint-Sornin-Leulac, La Souterraine. | RN145 (RCEA) E62   |
| 23a - La Croisière                                                                                     | Orașe deservite: Montluçon, Guéret, La Souterraine, Saint-Maurice-la-Souterraine (nod rutier parțial).                                                                                                  | RN145 (RCEA) E62   |
| | Zone de odihnă: La Coulerouze (în ambele sensuri). |                    |
| 23.1 - La Croix du Breuil                                                                              | Orașe deservite: Fursac, Châteauponsac, Bessines-sur-Gartempe-gară, Zona industrială Croix du Breuil (nod rutier parțial).                                                                              | RN145 E62          |
| | Succesiune de pante de 5%, 6% și 7% până la Limoges. |                    |
| | Podul peste râul Gartempe. |                    |
| 24 - Bessines-sur-Gartempe                                                                             | Orașe deservite: Fursac, Châteauponsac, Laurière, Bersac-sur-Rivalier, Bessines-sur-Gartempe. | RD203              |
| 25 - Razès                                                                                             | Orașe deservite: Razès, Lacul Saint-Pardoux, Laurière, Bersac-sur-Rivalier, Saint-Sylvestre. |                    |
| | Limitare la 110 km/h (sensul Vierzon > Toulouse). |                    |
| 26 - La Crouzille                                                                                      | Orașe deservite: Ambazac, Saint-Sylvestre, Nantiat, Compreignac. |                    |
| | Limitare la 110 km/h (sensul Toulouse > Vierzon). |                    |
| 27 - Maison-Rouge-nord                                                                                 | Acces la autostradă doar spre Vierzon (nod rutier parțial). |                    |
| 27 - Maison-Rouge                                                                                      | Orașe deservite: Bonnac-la-Côte, Saint-Priest-Taurion, Chaptelat, Ambazac, Limoges-Beaune-les-Mines (nod rutier parțial).                                                                               |                    |
| | Zona de servicii Beaune-les-Mines (în ambele sensuri). |                    |
| 28 - Grossereix                                                                                        | Orașe deservite: Poitiers, Angoulême, Saint-Junien, Couzeix, Rilhac-Rancon, Aeroportul Limoges – Bellegarde, Zona industrială Nord - Centre routier.                                                    | RN520 E603         |
| 29 - Beaubreuil                                                                                        | Orașe deservite: Limoges-Beaubreuil, Zona industrială Nord - Beaubreuil. |                    |
| 30 - Limoges-nord                                                                                      | Orașe deservite: Limoges-nord, Le Palais-sur-Vienne, Zona industrială Nord - Lac Uzurat, Limoges-Ester (nod rutier parțial).                                                                            |                    |
| 31 - Ester - Technopôle                                                                                | Orașe deservite: Zona industrială Nord - Lac Uzurat, Limoges-Ester (nod rutier parțial). |                    |
| | 7 % pe 800 m (coborâre în direcția Vierzon > Toulouse). |                    |
| | Limitare la 110 km/h (sensul Vierzon > Toulouse). |                    |
| 32 - La Bastide                                                                                        | Orașe deservite: Limoges-nord, Limoges-La Bastide (nod rutier parțial). |                    |
| | Tunel sub căile ferate. |                    |
| 33 - Limoges-centre                                                                                    | Orașe deservite: Périgueux, Limoges-centru, Rochechouart, Saint-Priest-Taurion, Le Palais-sur-Vienne, Aixe-sur-Vienne, Spitalul Universitar din Limoges.                                                | RN520              |
| | Podul peste râul Vienne. |                    |
| 34 - Le Sablard                                                                                        | Orașe deservite: Clermont-Ferrand, Lacul Vassivière, Saint-Léonard-de-Noblat, Panazol, Limoges-Le Sablard (nod rutier parțial).                                                                         | RD941              |
| | Limitare la 90 km/h (sensul Toulouse > Vierzon). |                    |
| | Tunel. |                    |
| 35 - Saint-Lazare                                                                                      | Orașe deservite: Clermont-Ferrand, Eymoutiers, Feytiat, Saint-Léonard-de-Noblat, Panazol, Limoges-Sud, Limoges-Saint-Lazare, Zona industrială Ponteix.                                                  |                    |
| 36 - Limoges-sud                                                                                       | Orașe deservite: Angoulême, Saint-Yrieix-la-Perche, Nexon, Saint-Junien, Aeroportul Limoges – Bellegarde, Limoges-Sud, Zona industrială Ponteix, Zona industrială Magre - Romanet (nod rutier parțial). |                    |
| 36 - Limoges-sud                                                                                       | Acces la autostradă doar spre Toulouse. (nod rutier parțial). |                    |
| 37 - Vieux-Boisseuil                                                                                   | Orașe deservite: Boisseuil, Boisseuil-Les Quatre-Vents, Zone comerciale Boisseuil-Le Vigen. |                    |
| 38 - Peireix                                                                                           | Orașe deservite: Boisseuil, Solignac, Le Vigen, Pôle de Lanaud. |                    |
| 39 - Saint-Hilaire-Bonneval                                                                            | Orașe deservite: Saint-Priest-Ligoure, Saint-Paul, Saint-Hilaire-Bonneval. |                    |
| | Viaductul Briance. |                    |
| | Viaductul Blanzou. |                    |
| | Limitare la 110 km/h (sensul Toulouse > Vierzon). |                    |
| 40 - Pierre-Buffière                                                                                   | Orașe deservite: Nexon, Saint-Priest-Ligoure, Château-Chervix, Vicq-sur-Breuilh, Pierre-Buffière. |                    |
| | Zona de odihnă: Briance-Ligoure (în ambele sensuri). |                    |
| 41 - Magnac-Bourg                                                                                      | Orașe deservite: Château-Chervix, Vicq-sur-Breuilh, Magnac-Bourg. |                    |
| 42 - Le Martoulet                                                                                      | Orașe deservite: Saint-Yrieix-la-Perche, La Porcherie, Meuzac, Saint-Germain-les-Belles, Lacul Vassivière.                                                                                              |                    |
| | Trecerea din departamentul Haute-Vienne în departamentul Corrèze. |                    |
| | Zona de servicii La Porte de Corrèze (în ambele sensuri). |                    |
| 43 - Masseret                                                                                          | Orașe deservite: Chamberet, La Porcherie, Masseret, Salon-la-Tour. |                    |
| 44 - Le Beau Soleil                                                                                    | Orașe deservite: Arnac-Pompadour, Lubersac, Salon-la-Tour, Uzerche. | RD920              |
| | Limitare la 130 km/h (sensul Vierzon > Toulouse). |                    |
| | Podul peste râul Vézère. |                    |
| 45 - Le Mas du Puy                                                                                     | Orașe deservite: Aurillac, Tulle, Uzerche, Seilhac, Arnac-Pompadour, Vigeois. | RD1120             |
| | Limitare la 130 km/h (sensul Toulouse > Vierzon). |                    |
| | Zona de odihnă: Le Puy de Grâce (în ambele sensuri). |                    |
| 46 - Les Quatre Routes                                                                                 | Orașe deservite: Perpezac-le-Noir, Sadroc. |                    |
| Intersecție                                                                                            | Nod rutier între A89 și A20: Lyon, Clermont-Ferrand, Tulle, Saint-Germain-les-Vergnes. | A89 E70            |
| A89 E9 E70                                                                                             | |                    |
| 47 - Theil                                                                                             | Orașe deservite: Donzenac, Sadroc. |                    |
| | Limitare la 110 km/h (sensul Vierzon > Toulouse). |                    |
| 48 - Theil                                                                                             | Orașe deservite: Allassac, Donzenac. | RD133              |
| 49 - Ussac / Le Vergis                                                                                 | Orașe deservite: Tulle, Brive-la-Gaillarde-est, Malemort-sur-Corrèze, Ussac. | RD1089             |
| Intersecție                                                                                            | Nod rutier între A89 și A20: Bordeaux, Périgueux, Sarlat-la-Canéda. | A89 E70            |
| A89 E70                                                                                                | |                    |
| 50 - Lintillac                                                                                         | Orașe deservite: Brive-la-Gaillarde-centru, Objat. |                    |
| | Podul peste Râul Corrèze. |                    |
| | Limitare la 110 km/h (sensul Vierzon > Toulouse). |                    |
| 51 - Brive-sud                                                                                         | Orașe deservite: Périgueux, Brive-la-Gaillarde-centru, Montignac-Lascaux, Peștera din Lascaux, Terrasson-Lavilledieu, Brive-la-Gaillarde-sud, Lacul Causse.                                             | RD1089             |
| | Limitare la 110 km/h (în ambele sensuri). |                    |
| | Tunelul Noailles. |                    |
| 52 - Noailles                                                                                          | Orașe deservite: Saint-Céré, Beaulieu-sur-Dordogne, Collonges-la-Rouge, Noailles. |                    |
| 53 - Nespouls                                                                                          | Orașe deservite: Rodez, Cahors, Cressensac, Nespouls, Aeroportul Brive – Souillac. | RD820              |
| De la ieșirea 53 până la ieșirea 60; secțiune cu taxă în sistem închis, concesionată companiei ASF.    | |                    |
| | Trecerea din departamentul Corrèze în departamentul Lot. Trecerea din regiunea Nouvelle-Aquitaine în regiunea Occitanie.                                                                                |                    |
| | Zona de servicii Pech-Montat (în ambele sensuri). |                    |
| 54 - Martel                                                                                            | Orașe deservite: Gramat, Rocamadour, Avenul din Padirac, Cuzance (nod rutier parțial). | RD840              |
| | Punctul de taxare Gignac. |                    |
| | Viaductul Blazy. |                    |
| 55 - Souillac                                                                                          | Orașe deservite: Sarlat-la-Canéda, Beaulieu-sur-Dordogne, Souillac. | RD804              |
| | Tunelul Terregaye. |                    |
| | Viaductul peste Râul Dordogne. |                    |
| 56 - Labastide-Murat                                                                                   | Orașe deservite: Aurillac, Sarlat-la-Canéda, Figeac, Decazeville, Saint-Céré, Gramat, Gourdon. |                    |
| | Zona de servicii Jardin des Causses du Lot (în ambele sensuri). |                    |
| | Tunelul Sol de Roques. |                    |
| | Limitare la 130 km/h (sensul Vierzon > Toulouse). |                    |
| | Viaductul Rauze. |                    |
| 57 - Cahors-nord                                                                                       | Orașe deservite: Villeneuve-sur-Lot, Cahors-centru, Saint-Cirq-Lapopie. | RD820              |
| | Tunelul Constans. |                    |
| | Viaductul peste Râul Lot. |                    |
| | Tunelul Garenne. |                    |
| | Zona de odihnă: La Combe du Tréboulou (în ambele sensuri). |                    |
| 58 - Cahors-sud                                                                                        | Orașe deservite: Villeneuve-sur-Lot, Cahors, Villefranche-de-Rouergue, Cahors-sud. | RD820              |
| | Trecerea din departamentul Lot în departamentul Tarn-et-Garonne. |                    |
| | Tunelul Pech-Brunet. |                    |
| | Zona de servicii Le Bois de Dourre (în ambele sensuri). |                    |
| 59 - Caussade                                                                                          | Orașe deservite: Rodez, Decazeville, Villefranche-de-Rouergue, Saint-Antonin-Noble-Val, Caussade. | RD820              |
| | Podul peste Râul Aveyron. |                    |
| | Punctul de taxare Montauban. |                    |
| 60 - Montauban-nord                                                                                    | Orașe deservite: Rodez, Cahors, Montauban-centru, Moissac, Montauban-nord. | RD820              |
| De la ieșirea 60 până la A62; secțiune gratuită, concesionată companiei ASF.                           | |                    |
| 61 - Saint-Étienne-de-Tulmont                                                                          | Orașe deservite: Montauban-centru, Zona industrială Nord, M.I.N. Tarn-et-Garonne, Aussonne, Moissac, Lafrançaise, Saint-Antonin-Noble-Val, Nègrepelisse, Cheile râului Aveyron.                         | RD115 RD958        |
| 62 - Chaumes                                                                                           | Orașe deservite: Montauban-centru, Monclar-de-Quercy, Montauban-Les Chaumes. | RD8                |
| | 6 % pe 600 m (coborâre în direcția Vierzon > Toulouse). |                    |
| 63 - Beausoleil                                                                                        | Orașe deservite: Albi, Gaillac, Montauban-Beausoleil. | RD999              |
| | Limitare la 90 km/h (în ambele sensuri). |                    |
| 64 - Sapiac                                                                                            | Orașe deservite: Corbarieu, Montauban-Sapiac. | RD21               |
| | Podul peste Râul Tarn. |                    |
| 65 - La Malle                                                                                          | Orașe deservite: Agen, Auch, Castelsarrasin, Montauban-Sud, Montauban-Gara Villebourbon. | RD2020             |
| 66 - Parages                                                                                           | Orașe deservite: Castres, Villemur-sur-Tarn, Bressols, Zona de activități Albasud. | RD930              |
| | Zona de servicii Nauze-Vert (sensul Vierzon > Toulouse). |                    |
| 67 - Moulis                                                                                            | Orașe deservite: Zona Industrială Bressols. |                    |
| 68 - Grisolles                                                                                         | Orașe deservite: Toulouse, Grisolles, Verdun-sur-Garonne. | RD820              |
| | Punctul de taxare Montauban Sud. |                    |
| Intersecție                                                                                            | Nod rutier între A62 și A20: Toulouse, Bordeaux, Agen. | A62 E9 E72         |
| A20 E9                                                                                                 | |                    |

## Locuri turistice
- Vierzon
- Châteauroux
- Limoges
- Oradour-sur-Glane
- Brive-la-Gaillarde
- Rocamadour, sat remarcabil din Lot
- Avenul din Padirac
- Cahors (Podul Valentré[n 4], etc.)
- Saint-Antonin-Noble-Val, sat remarcabil din Tarn-et-Garonne
- Montauban (Place Nationale, Pont Neuf, etc.)
- Boisseuil, cu pôle de Lanaud[n 2], etichetat „Patrimoniu al secolului XX” de Ministerul Culturii și Comunicațiilor; site-ul este, de asemenea, omologat ca parte a Siturilor Remarcabile ale Gustului.

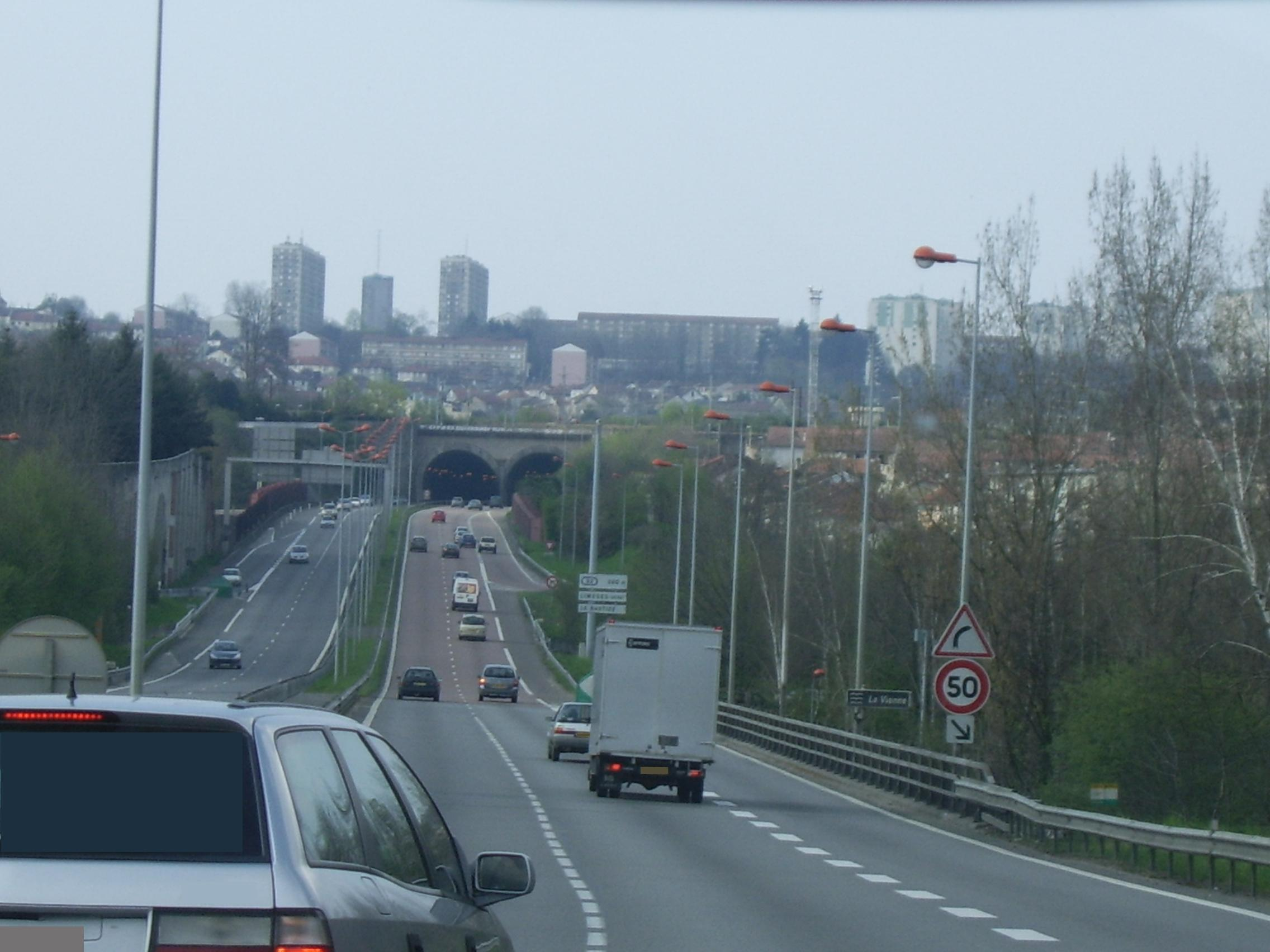
Autostrada la Limoges (Haute-Vienne).
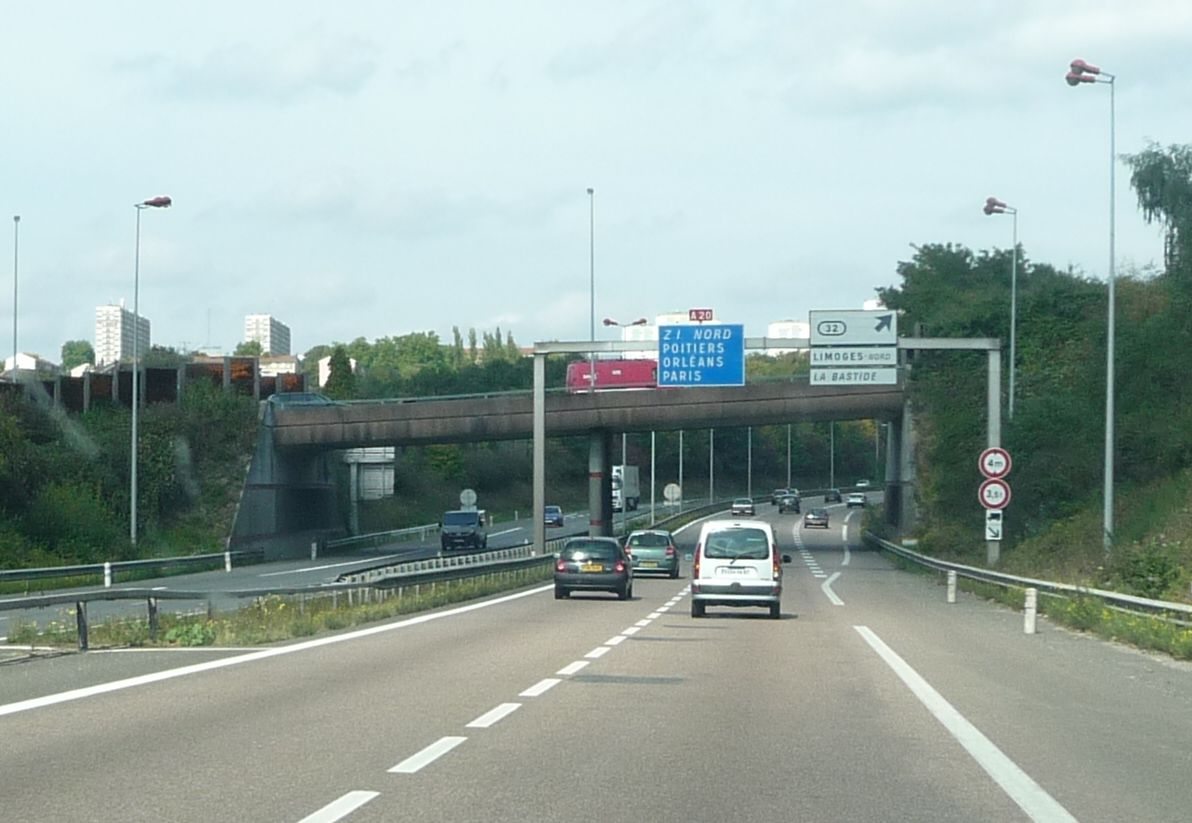
Ieșirea nr. 32.
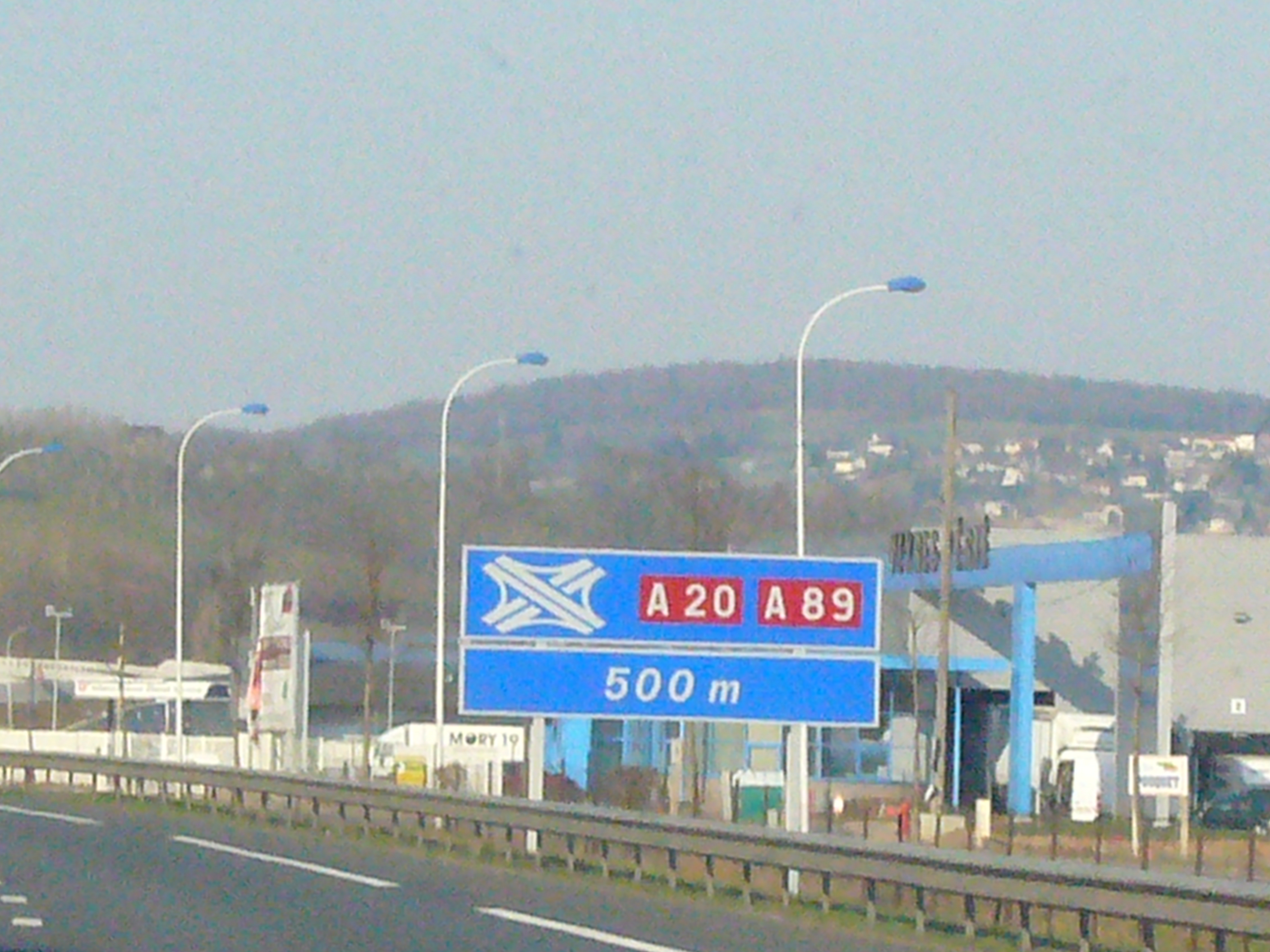
Panoul care anunță intersecția A20 - A89.
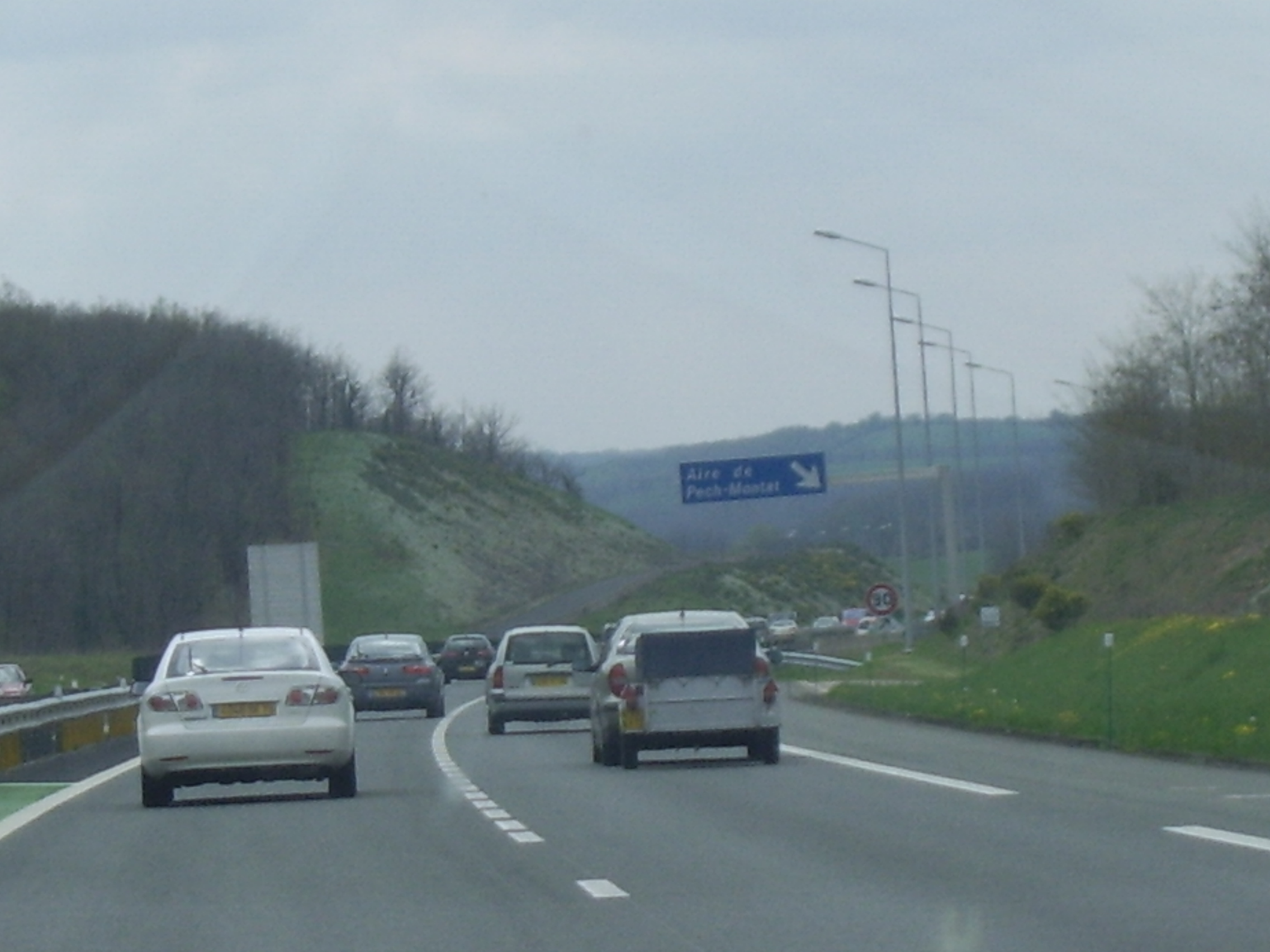
Autostrada la nivelul zonei de servicii „Pech-Montat”.
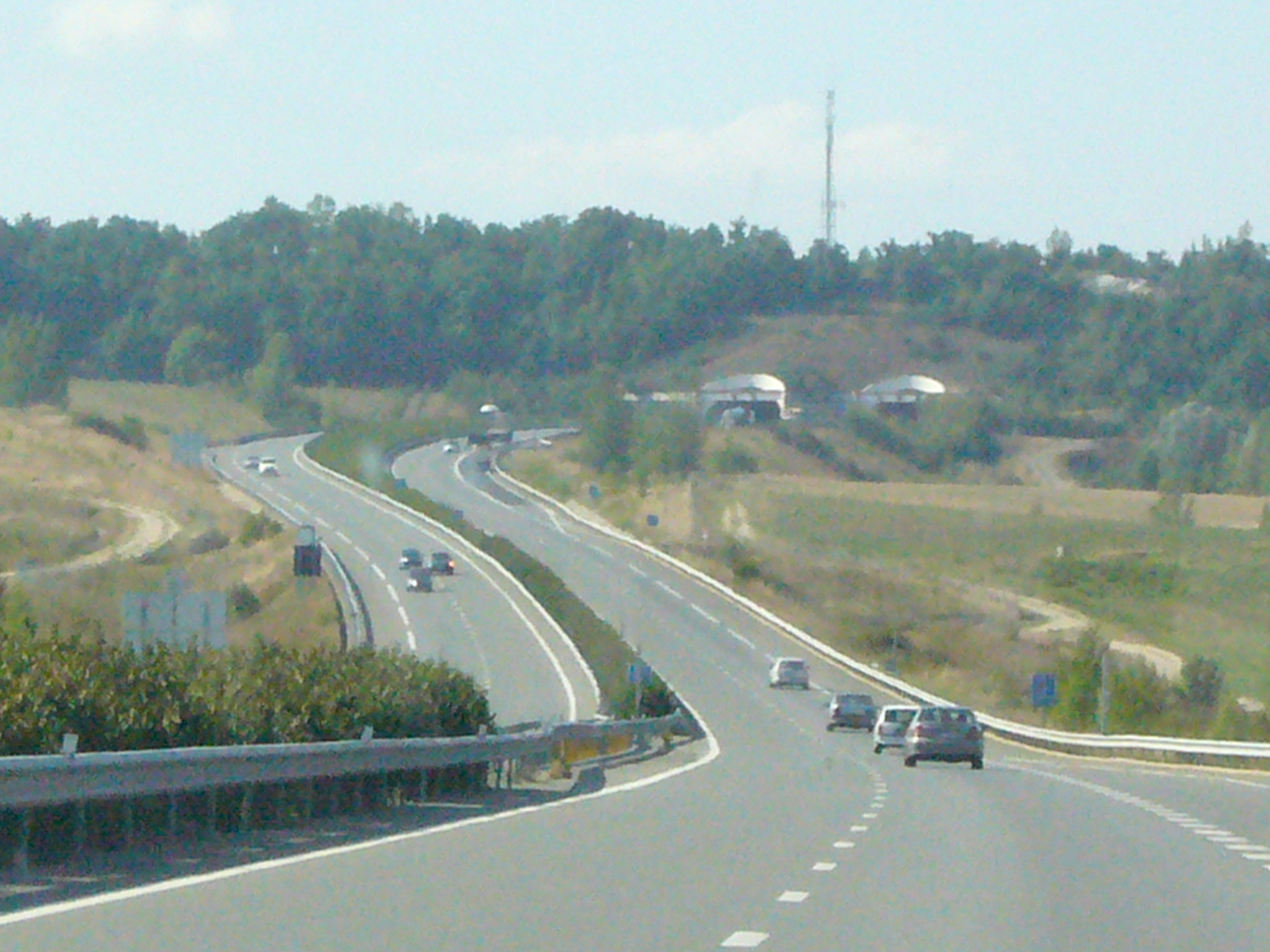
Autostrada la nivelul zonei de servicii „Bois de Dourre”.
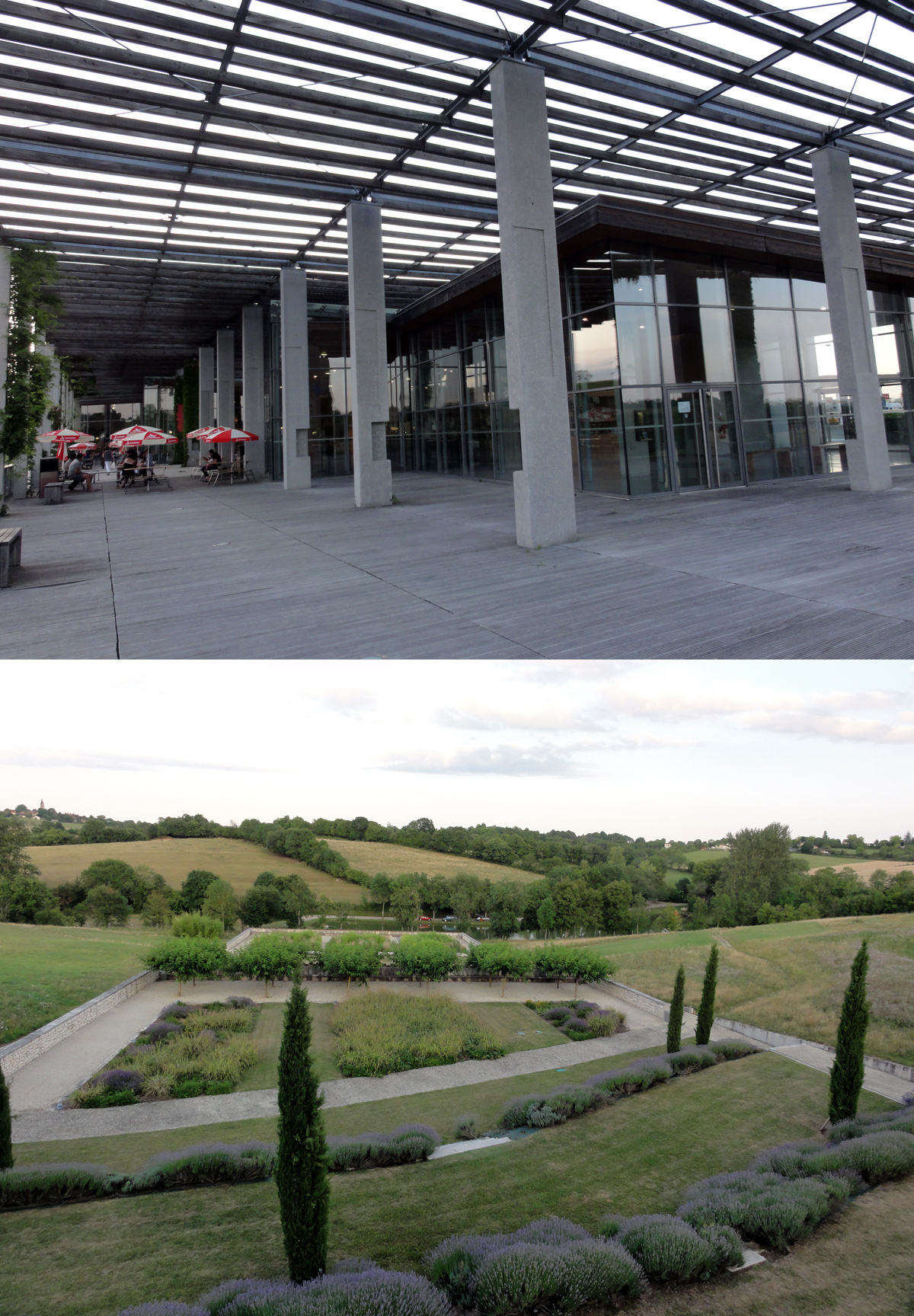
Zona de servicii „Jardins des Causses du Lot”.